# Arca del Gusto

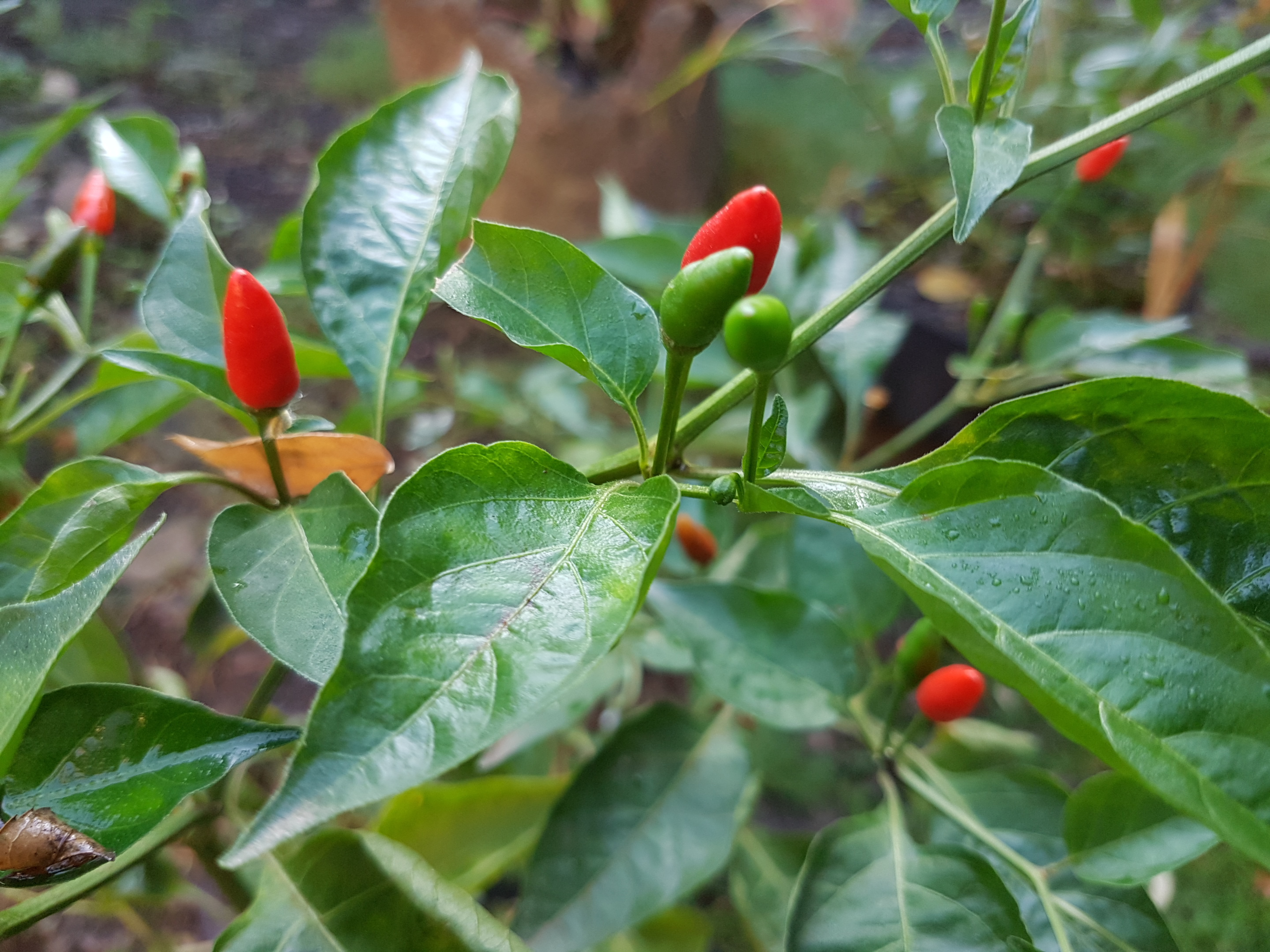
Chile labuyo (Filipinas), producto del arca del gusto.

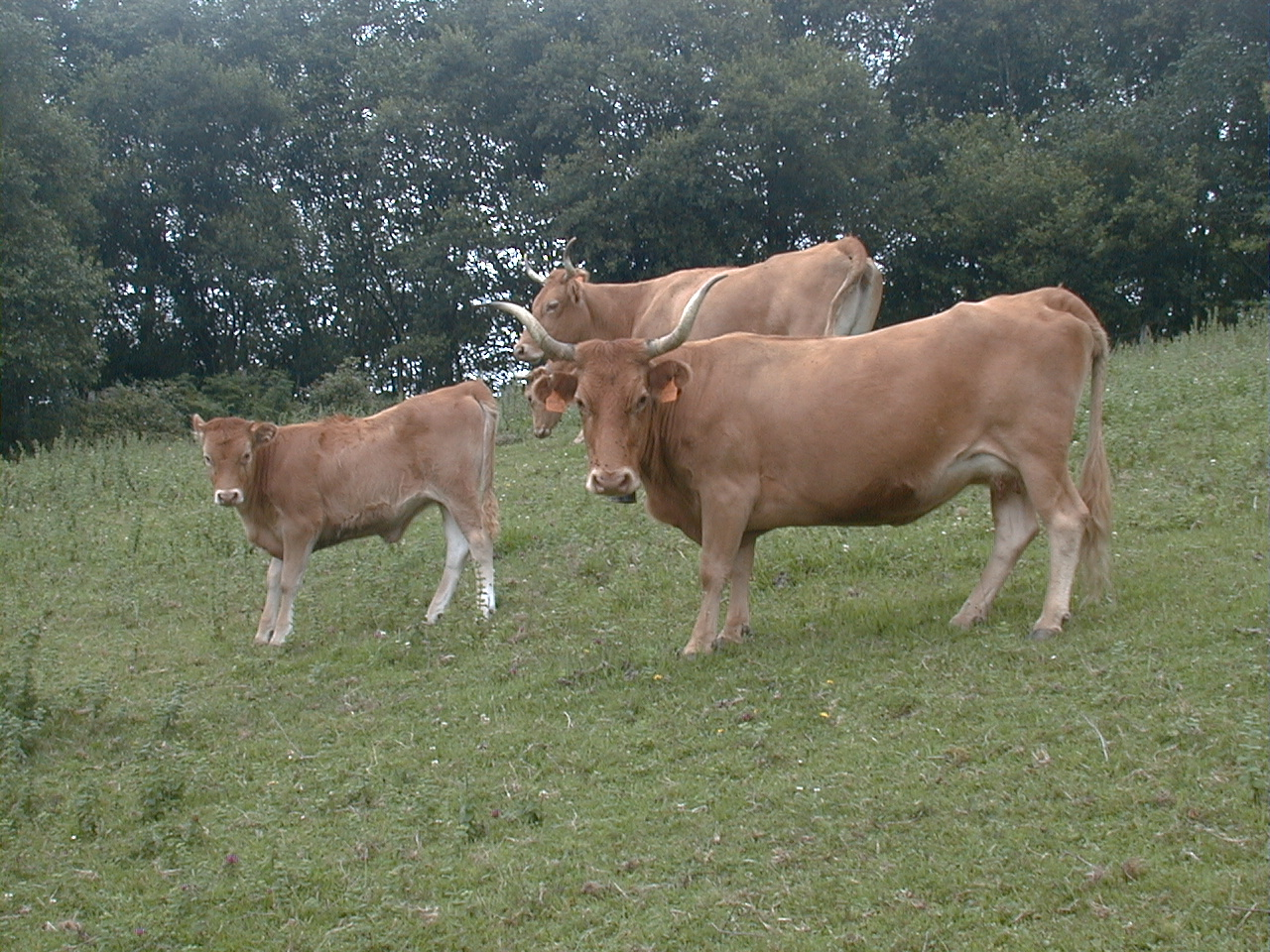
Raza vacuna autóctona Betizu, (España)

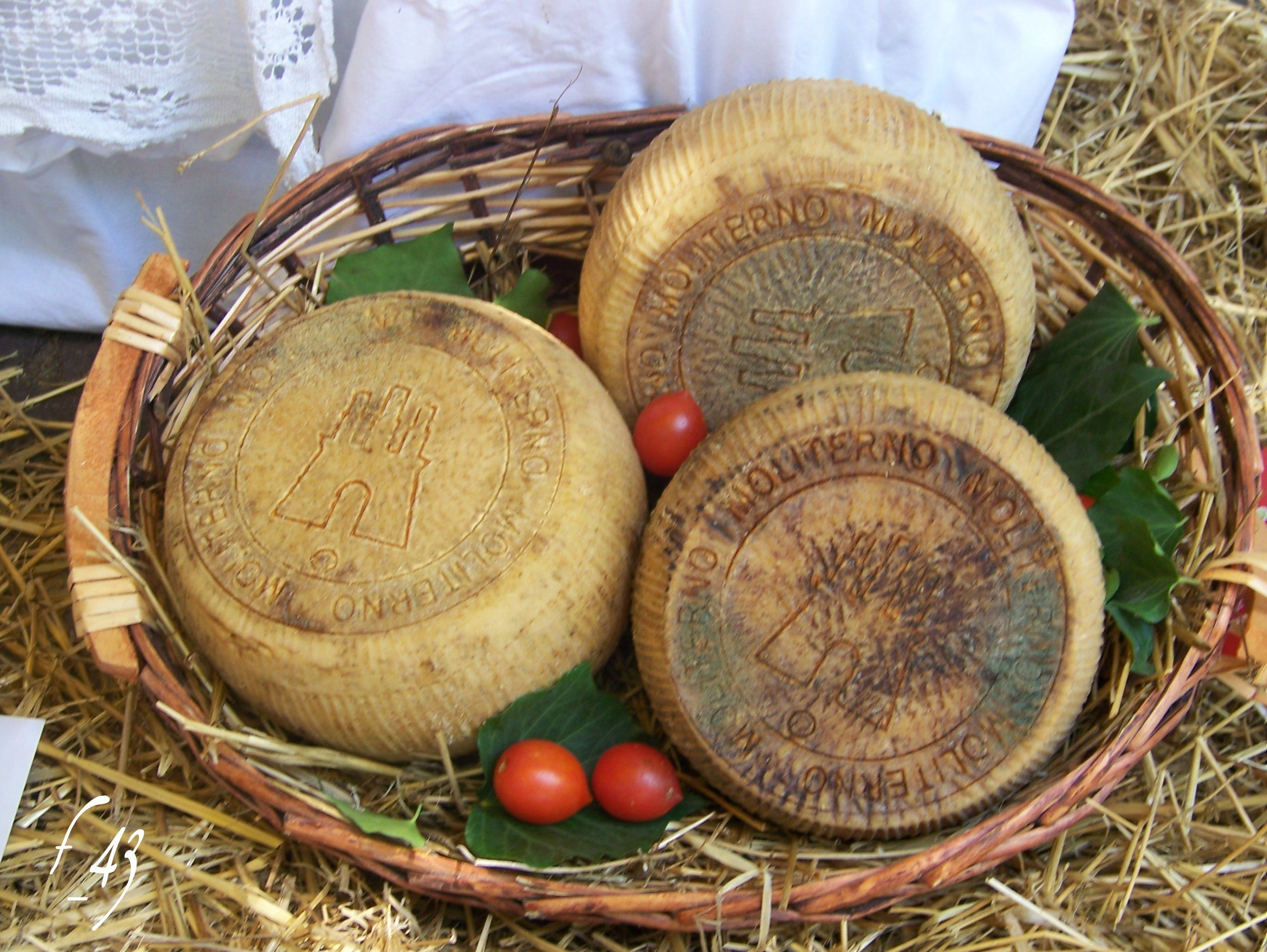
Canestrato (Italia), queso duro en el Arca del Gusto.

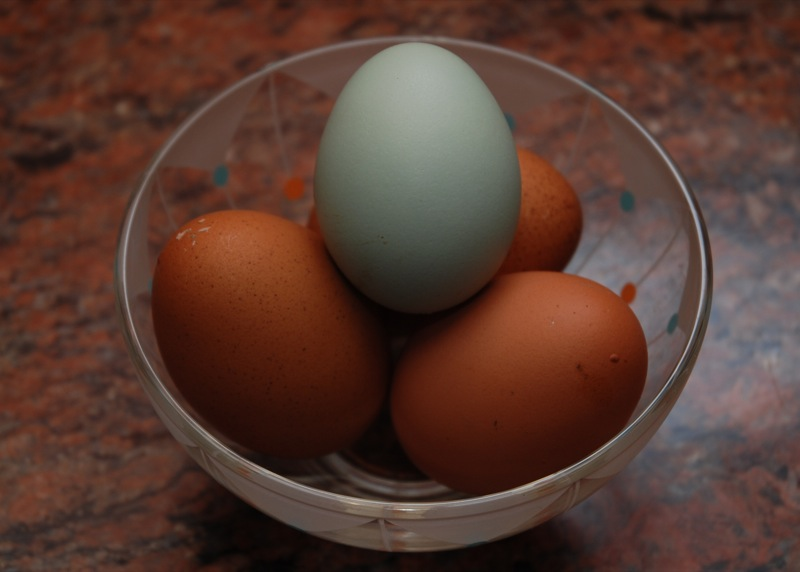
Huevo azul de la gallina araucana (Chile).

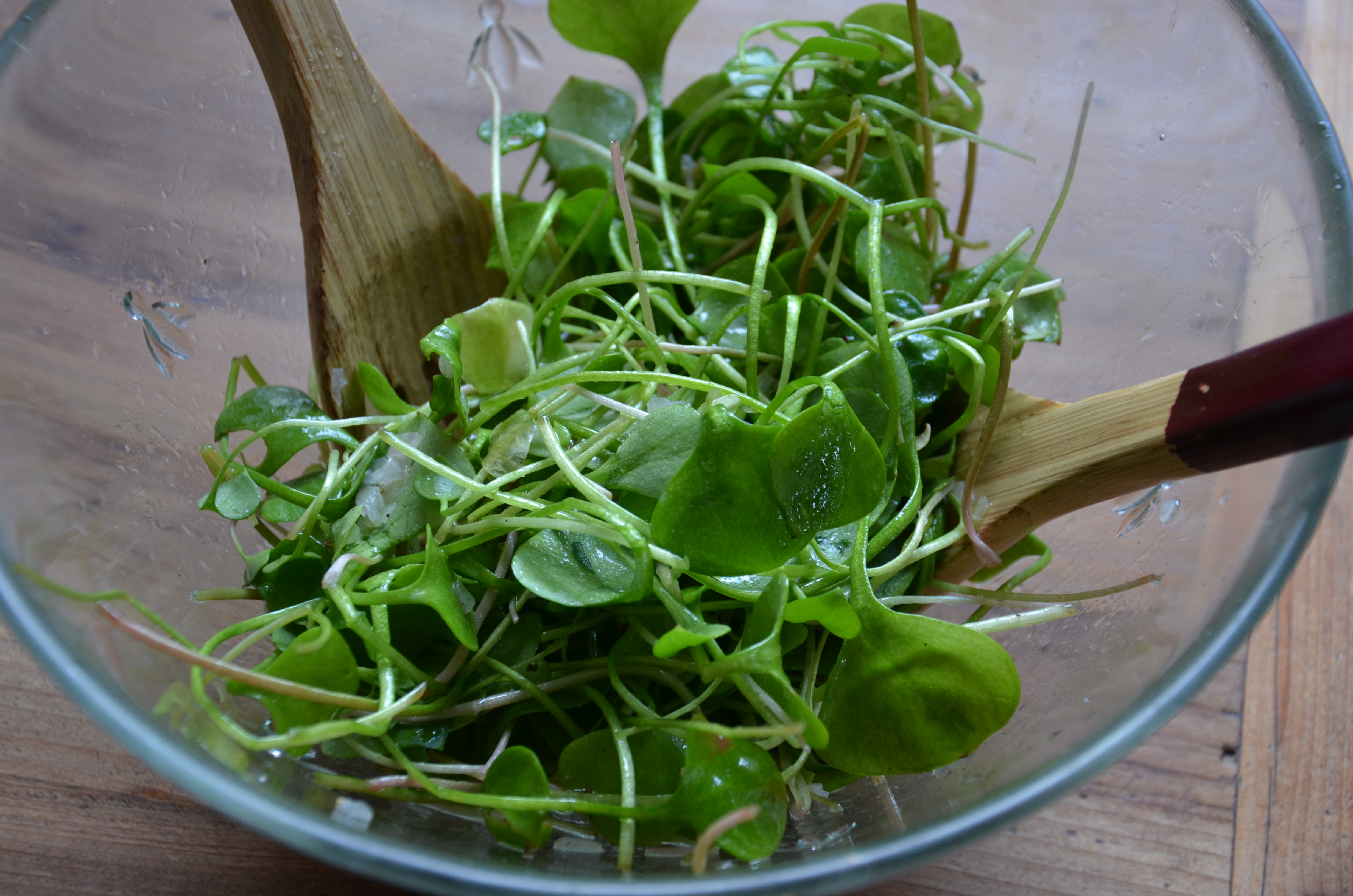
Verdolaga perfoliada (Canadá).

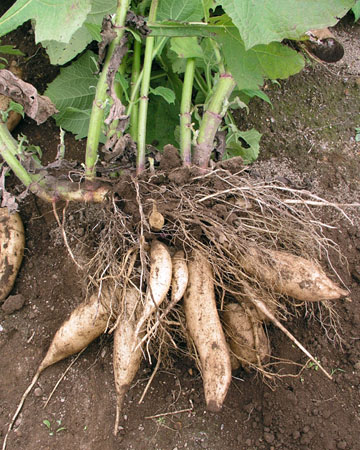
Yacón (Argentina).

El Arca del Gusto es un catálogo internacional operativo desde 1996 de alimentos e ingredientes en peligro de extinción, creado y amparado por el movimiento Slow Food, cuyo objetivo es preservar el patrimonio gastronómico de la Humanidad. 

## Historia
El Arca está diseñada para listar los alimentos en riesgo de desaparecer que se producen de manera sostenible, tienen un sabor único y/o son parte de una ecorregión distintiva. Contrariamente a la definición más literal de conservación de fauna y flora, el Arca del Gusto tiene como objetivo mantener los comestibles en su ámbito al alentar activamente su cultivo para el consumo. Uno de los objetivos del movimiento Slow Food es promover el cultivo ecológico y el consumo responsable, y preservar la biodiversidad en la cadena trófica humana.
Los alimentos incluidos en la lista están destinados a estar «cultural o históricamente vinculados a una región, localidad, etnia o práctica de producción tradicional específica», además de ser únicos. Los alimentos que cumplen con estos criterios son decididos por un comité de adjudicación compuesto por miembros de la organización sin fines de lucro Slow Food; Todos los candidatos pasan por un proceso formal de nominación que incluye degustaciones e identificación de productores dentro de la región.
En febrero de 2019, el catálogo agregó el producto número 5.000, la miel de Tapoa (Burkina Faso). Hasta 150 países tienen algún producto propio incluido en el catálogo, y el número sigue aumentando. La lista incluye no solo alimentos preparados y productos alimenticios, sino también una gran cantidad de razas de ganado y cultivares de vegetales y frutas. Además, todos los alimentos en el catálogo están acompañados por una lista de recursos para aquellos que desean cultivarlos o comprarlos.

## España
Hay 269 productos españoles, entre los que se encuentran:
- Aceite de Canetera (Valencia)
- Aceite de Serrana Espadán (Valencia)
- Acelga enana de Derio (País Vasco)
- Agrazón de Orduña (País Vasco)
- Ahumados de pescado azul del Golfo de Vizcaya (País Vasco)
- Alubia de Enkaterri (País Vasco)
- Anchoas en semiconserva del Golfo de Vizcaya (País Vasco)
- Arroz sénia (Valencia)
- cabra Azpi gorri (País Vasco)
- Babatxikis de Zalla (País Vasco)
- Bajoca de motor (Valencia)
- Betizu (raza bovina) (País Vasco)
- Bonicaire (Valencia)
- Cacao del Collaret (Valencia)
- Cebolla monquelina fina (Valencia)
- Porro elorrixoko (País Vasco)
- Ganso Euskal antzara (País Vasco)
- Pollo Euskal oiloa (País Vasco)
- Gallina valenciana de Chulilla (Valencia)
- Garrofo de la cella negra (Valencia)
- Melón del pinyonet (Valencia)
- Melón tendral amarillo de seca de quatretonda (Valencia)
- Mungiako indaba (País Vasco)
- Nabarnizko arbia (País Vasco)
- Ñora de Guardamar del Segura (Valencia)
- Aceite de oliva de Alfafarenca (Valencia)
- Aceite de Blanqueta de Muro de Alcoy (Valencia)
- Oveja guirra o roja levantina (Valencia)
- Pasa Atzebib de Dénia (Valencia)
- Pimiento de la Barranca (País Vasco)
- Pochas de Guecho (País Vasco)
- Sasi ardi (País Vasco)
- Naranja blanca común (Valencia)
- Tomate cuarentena (Valencia)
- Tomate amarillo de pera mini de Bizkaia (Euskadi)
- Tomate de cuelga de Busturia (País Vasco)
- Chacolí vendimia tardía Urezti (País Vasco)
- Vinagre orduña Ozpiñ (País Vasco)
- Raza de ganado Albera (Cataluña)
- Tomate rosa de Albesa (Cataluña)
- Sal de Añana (País Vasco)
- Cigronet de l'Alta Anoia (Cataluña)
- Aceituna aloreña de Málaga (Andalucía)
- Trigo aragonés (Aragón)
- Ajo rojo de Arándiga (Aragón)
- Aritxabaltako moskorra (País Vasco)
- Guisantes de Arvejo (Castilla)
- Quesos Arzúa-Ulloa (Galicia)
- Trigo de espelta (Asturias)
- Ajo del Baix Maestrat (Valencia)
- cabra Azpi Zuri (País Vasco)
- Alcaparras de Ballobar (Aragón)
- Anchoa del Cantábrico (País Vasco)
- Ajo Belltall (Cataluña)
- Lechuga nega Cogollitos de Tudela (Navarra)
- Oveja merina negra (Extremadura)
- Pan negro hecho de harina Xeixa (Islas Baleares)

## Lectura complementaria
- Pollan, Michael (May–June 2003). «Cruising on the Ark of Taste».
- Hughes, Candice (19 de noviembre de 2000). «'Slow Food' movement fights the bad, the bland, the boring». Associated Press.
- Weinraub, Judith (3 de noviembre de 2004). «Pawpaws and the Ark of Taste».
- Orecklin, Michele (17 de mayo de 1999). «Savor the Peach». Archivado desde el original el 25 de agosto de 2013. Consultado el 8 de noviembre de 2019.
- Nabhan, Gary Paul (2008). Renewing America’s Food Traditions: Saving and Savoring the Continent’s Most Endangered Foods. Chelsea Green Publishing. ISBN 978-1-933392-89-9.